# Roza Simchowicz
Roza Simchowicz (także Róża Simchowicz, Rozalia Simchowicz, ur. 1887 w Słucku, zm. 1941 w Warszawie) – polska psycholog i pedagog żydowskiego pochodzenia.

## Życiorys
Ukończyła studia na uniwersytecie i instytucie pedagogicznym im. Jeana-Jacques’a Rousseau w Genewie. W 1921 roku została wykładowcą w żydowskim seminarium nauczycielskim w Wilnie. Później pracowała jako inspektor w Centralnej Żydowskiej Organizacji Szkolnictwa (CISZO) i jako współredaktorka miesięcznika „Nowa Szkoła”. 
Podczas II wojny światowej została przesiedlona do getta warszawskiego, gdzie opiekowała się najbiedniejszymi dziećmi. Pracowała w oddziale dzieci ulicy powstałym przy Centosie. Tam kierowała również referatem pracy kulturalnej w jidysz. Zajmowała się organizowaniem imprez kulturalnych dla dzieci oraz brała udział w akcji popularyzowania wśród dzieci książki żydowskiej. Zmarła na dur brzuszny, którym zaraziła się podczas opieki nad chorymi dziećmi. Emanuel Ringelblum w swoich Notatkach z getta poświęcił jej osobne wspomnienie zatytułowane „Roza Simchowicz – anioł na ziemi”.

## Życie prywatne
Siostra historyka Jakuba Simchowicza (Jacoba Simchoni, 1884-1926). 